# Vincent Lafko
Vincent Lafko (7. června 1945 Hranovnica – 15. prosince 2012, Prešov) byl slovenský házenkář a reprezentant Československa. Hrál na pozici levé spojky.
S týmem Československa získal stříbrnou medaili z letních olympijských her v Mnichově v roce 1972. Hrál v 5 utkáních a dal 3 góly. Za reprezentaci Československa nastoupil v asi 50 utkáních. Na klubové úrovni hrál za Tatran Prešov, se kterým získal v roce 1971 mistrovský titul. Po skončení aktivní kariéry působil jako trenér, v roce 1993 přivedl Tatran Prešov k zisku posledního federálního mistrovského titulu. Následně vedl i slovenskou reprezentaci.